# Новая сцена (Прага)
Новая сцена — современное здание Национального театра, построенное в стиле модернизм в 1977–1983 годах в районе Нове-Место в Праге на Национальном проспекте.

## История
Построено в рамках реконструкции пражского Национального Театра, проходившей в 1977–1983 годах. На заполнение расширявшегося вследствие сноса зданий пространства перед историческим зданием Национального театра претендовало множество архитекторов, участвовавших в конкурсах, проходивших в 1958-59, 1962 и 1964 годах. После смерти Богуслава Фукса, выигравшего последние два конкурса, в 1973 авторское право на проект было передано в Национальный институт реконструкций исторических мест и объектов, который к 1976 году утвердил окончательный план освоения пространства, в который входили новые здания производственного помещения театра, ресторана и непосредственно нового зрительного зала. Для реализации последнего объекта архитектор Карл Прагер (Karel Prager) предложил проект мультифункционального культурного пространства. В 1980 году к проекту присоединился Йозеф Свобода, планировавший занять строящееся здание под театр «Волшебный Фонарь» (Laterna Magika). И несмотря на уже ведущееся строительство нынешнего здания Новой Сцены, в проект начали вводить корректировки, изменяя гибкость и универсальность идей Прагера жёстким напором классической целостности и прямой функциональности идей Куна и Свободы. Поддержка идеологического совета не помогла союзу Свободы и Куна в противостоянии Прагеру, и после принятия окончательного решения по проекту, которое принимала компартия, реализация была поручена Прагеру.
Одним из главных решений при проектировании была звукоизоляция от шумного Национального проспекта. Тяжёлый фасад Новой Сцены обшит каменными плитами из зелёного кубинского мрамора, а перед ним нависает стена из стеклянных экранов, спроектированных Станиславом Либенским (Stanislav Libensky). Это незабываемое творение, создающее уникальность облика Новой Сцены, состоящее из 4306 частей, каждая весом около 40 кг. Фасад здания, обращённый на монастырь, облицован большими плитами термостекла. Стены вестибюля выложены кубинским серпентином, там же располагается статуя Песнь Родине Милоша Аксмана, в фойе находятся работы Чешский пейзаж Франтишека Йироудека и рельеф Искусство Яна Симоты. Дизайн интерьера разработан Карлом Прагером при творческой поддержке художников Martina Sladkého, Zorky Smetanové, Pavla Hlavy, Jaroslava Štursy и Františka Víznera.
Стоит заметить, что в 2009 году Национальный театр объявил о начале конкурса на проект изменения фасада Новой Сцены и даже выбрал трёх победителей.